# Пестряк Бартельса
Пестряк Бартельса, или пестряк кавказский, (Gnorimus bartelsi) — вид пластинчатоусых жуков. Входит в состав подсемейства Trichiinae, которое иногда также рассматривается в статусе трибы Trichiini в подсемействе бронзовок (Cetoniinae).

## История открытия
Вид был описан немецким энтомологом Францем Фальдерманом в работе «Additamenta entomologica ad faunam Rossicam in itineribus Jussu Imperatoris Augustissimi annis 1827—1831 a Cl. Ménétriés et Scovitz susceptis collecta». После предисловия в ней был представлен единственный раздел «Coleoptera Persico-Armeniaca», в котором содержалось само описание таксона. Идентичные текст и иллюстрации затем были повторно опубликованы в монографии «Fauna entomologica Trans-caucasica. Coleoptera. Pars 1» с тем же предисловием и с таким же названием единственного раздела.

## Описание
Жук длиной 17—24 мм с относительно суженной назад переднеспинкой и относительно широкими, с закругленными боками надкрыльями. Окраска блестящая чёрная. Надкрылья у самцов матовые, у самки блестящие, буро-жёлтого цвета, с чёрным квадратным околощитковым пятном, чёрными плечевыми буграми, не широкой каймой по боковым краям и широкой полоской по вершинному краю. Популяции, населяющие северо-западные территории ареала и западную часть Краснодарского края, характеризуются ярко выраженным меланизмом в окраске надкрылий. Переднеспинка имеет крупные белые кругловатые пятна, расположенных в ямках: 3—4 порой отчасти сливающихся пятна с каждой стороны у бокового края, 6—8 пятен расположены попарно на диске, также часто продольный ряд пятен расположен на углубленной срединной бороздке. Надкрылья со слабо выраженными выпуклыми ребрами, неравномерно покрыты мелкими точками и 6—7 белыми пятнами на каждом надкрылье. Пигидий у основания с широкой, иногда местами прерванной желтовато-белой полоской и двумя округлыми белыми пятнами. Усики с 3-члениковой пластинчатой булавой.

## Ареал
Вид отмечен для некоторых мест в турецкой провинции Артвин, Грузии и на Северо-Западном Кавказе. Сметана (Smetana, 2006) в каталоге палеарктических жесткокрылых также указал этот вид для Грузии, юга европейской части России и Турции.
Медведев С. И. (1960) описывает вид, как кавказского эндемика, приуроченного преимущественно к горным местностям. Северная граница ареала проходит от Туапсе на Майкоп и далее на восток до Орджоникидзе, западная — по черноморскому побережью от Туапсе до реки Чорохи, южная — от устья Чорохи на Бакуриани, Боржоми, Тбилиси.

## Биология
Жуки встречаются с середины июня до начала августа. Встречается в горных лесах (в горах обитает до высоты 1700 м.), преимущественно на полянах, обычно держатся на цветах зонтичных и бузины. Жуки являются теплолюбивыми дневными насекомыми, активными в теплые солнечные дни.
Личинка относительно крупная, с толстым С-образно изогнутым телом. Личинки развиваются в трухлявой древесине старых деревьев . Генерация, видимо, одногогодичная. Зимуют личинки, окукливание — весной.